# Creissan
Creissan, auch Creïssan (okzitanisch: Creissà) ist eine französische Gemeinde mit 1.404 Einwohnern (Stand: 1. Januar 2022) im Département Hérault in der Region Okzitanien. Sie gehört zum Arrondissement Béziers und zum Kanton Saint-Pons-de-Thomières. Die Einwohner werden Creissanais genannt.

## Geographie
Creissan liegt am Lirou, etwa 16 Kilometer westnordwestlich von Béziers und 30 Kilometer von der Mittelmeerküste entfernt. Umgeben wird Creissan von den Nachbargemeinden Cébazan im Nordwesten und Norden, Puisserguier im Osten sowie Quarante im Süden und Westen.
Die Reben im Gemeindegebiet gehören zum Weinbaugebiet Saint-Chinian.

## Bevölkerungsentwicklung
| Jahr                       | 1962 | 1968 | 1975 | 1982 | 1990 | 1999 | 2006 | 2013 | 2020 |
| Einwohner                  | 504  | 475  | 404  | 654  | 861  | 938  | 1120 | 1346 | 1345 |
| Quellen: Cassini und INSEE |      |      |      |      |      |      |      |      |      |

## Geschichte
Der Ort Creissan geht auf ein karolingisches Landgut zurück, sein Name auf Crexano, abgeleitet von dem Personennamen eines Mannes namens Crescens (959).

## Sehenswürdigkeiten
- Reste der gallorömischen Siedlung
- Kirche Saint-Martin aus dem 11. Jahrhundert
- Burg aus dem 12. Jahrhundert, heutiges Gebäude aus dem 15. Jahrhundert

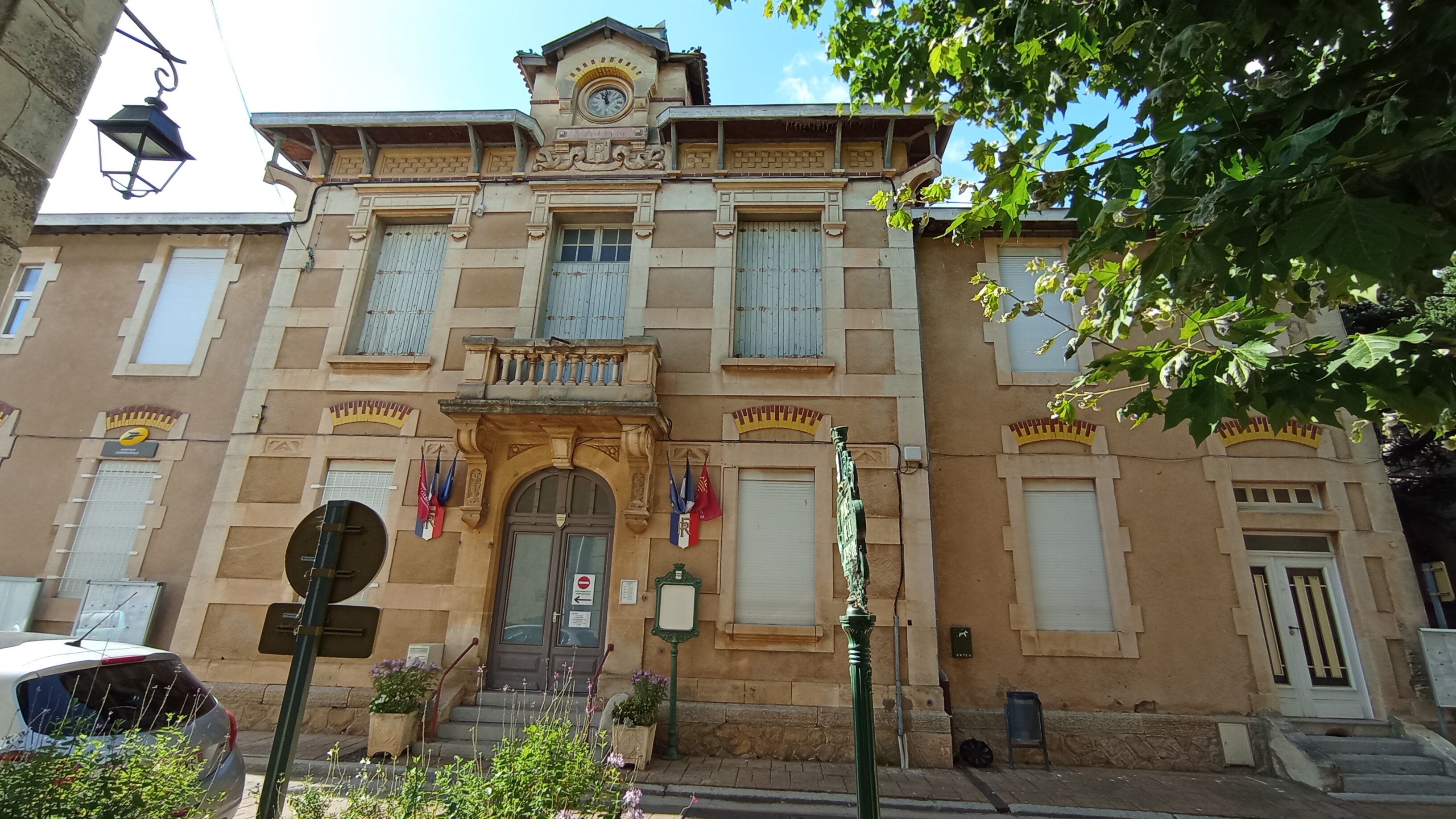
Mairie, das Rathaus von Creissan
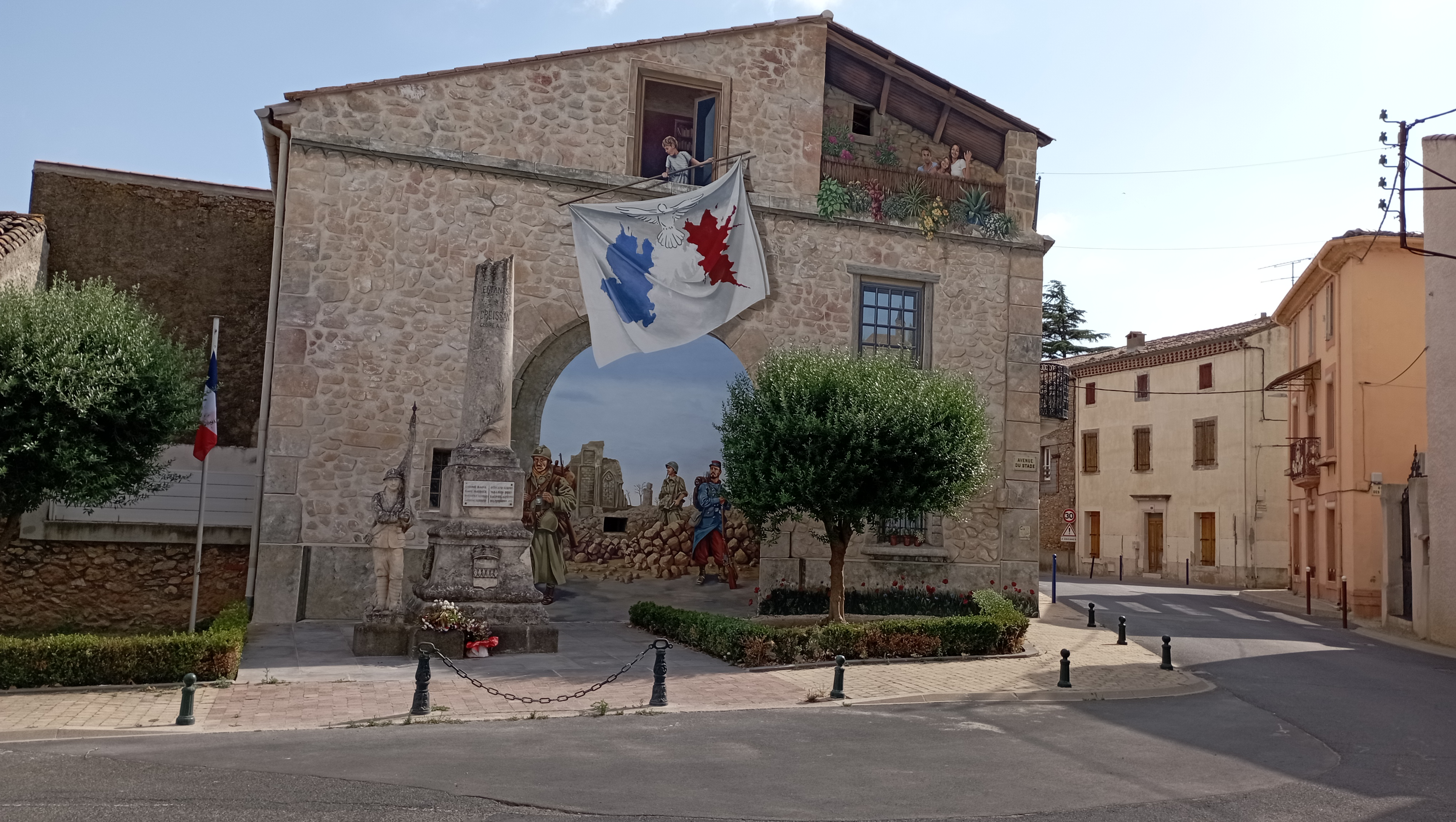
Denkmal für die Gefallenen der Kriege